# Robert Fernández
Roberto Fernández Bonillo (Bechí, Castellón, 5 de julio de 1962), conocido como Roberto, es un exfutbolista español cuya carrera discurrió sobre todo en el Valencia Club de Fútbol y el Fútbol Club Barcelona. Tiene también carnet de entrenador y fue director deportivo del F. C. Barcelona.

## Carrera profesional
Destacó en el Valencia C. F., club en el que militó un total de 10 temporadas en dos periodos de 4 y 6 años, y en el F. C. Barcelona, en el que jugó cuatro temporadas y consiguió sus mayores éxitos como profesional: la Recopa de Europa de 1989 y dos Copas de España - Copa del Rey en 1988 y 1990.
Considerado uno de los mejores futbolistas españoles de los años 80s, era un centrocampista de vocación ofensiva, y de incansable trabajo durante los noventa minutos. Era muy valorado su potente chut, que le confirió una considerable capacidad goleadora.
Fue 29 veces internacional con la Selección española entre 1982 y 1991.
Posteriormente fue secretario técnico del Fútbol Club Barcelona durante 3 años, llegado de la mano del presidente azulgrana Josep Maria Bartomeu en verano de 2015.

## Clubes

### Jugador
| Club             | País   | Año       |
| ---------------- | ------ | --------- |
| C. D. Castellón  | España | 1979-1981 |
| Valencia C. F.   | España | 1981-1986 |
| F. C. Barcelona  | España | 1986-1990 |
| Valencia C. F.   | España | 1990-1995 |
| Villarreal C. F. | España | 1995-1999 |
| Córdoba C. F.    | España | 1999-2001 |

### Entrenador
| Club                           | País   | Año       |
| ------------------------------ | ------ | --------- |
| Fútbol base del Valencia C. F. | España |           |
| Valencia C. F. Mestalla        | España | 2004      |
| Córdoba C. F.                  | España | 2004      |
| Orihuela C. F.                 | España | 2006-2007 |
| U. D. Alzira                   | España | 2008-2009 |

### Director deportivo
- F. C. Barcelona (2015-2018).

## Palmarés
- 1 Recopa de Europa 1989, con el F. C. Barcelona.
- 2 Copas del Rey: 1988 y 1990, con el F. C. Barcelona.
- Campeón de Europa Sub-21 con España en el año 1986.